# Нил, Уильям (художник)
Уильям Нил (род. 1947) — английский художник и графический дизайнер, который добился международного признания после работы для английской прогрессив-рок-группы Эмерсон, Лэйк & Палмер. В течение последних 10 лет Уильям выпустил серию крупных абстрактных картин, наравне с акварельными работами, которые дополняют музыкальные композиции, написанные специально им самим и другими сподвижниками. Успешные показ этих картин проходили в Gracefield Art Center в Дамфрисе в 2007 году, и в Mill on the Fleet in Gatehouse of Fleet в 2009 году.

## Биография
Нил родился в Гилфорде в 1947 году и вырос в деревне Bramley, Surrey. Он получил диплом по искусству и дизайну в Guildford School of Art (ныне University for the Creative Arts), которую окончил в 1967 году. После окончания обучения он начал карьеру в области графического искусства: работал на Би-би-си, Pitman Publishing и C.C.S. Associates, ведущей дизайн группы в лондонском Вест-Энде. Работая в C.C.S. Associates он встретил Грег Лейк и создал обложки для Emerson, Lake & Palmer, двух их миллионов проданных альбомов Tarkus и Pictures at an Exhibition. Его картины висели в холле Ратуши Хаммерсмит в Лондоне. Впоследствии эти работы сфотографировал Keith Morris, который был выпускником Guildford School of Art, как и Нил. Его работы также использовали другие рок-группы, такие как Stone the Crows, Audience, The Mick Abrahams Band, The Upsetters и многочисленные регги-группы для Trojan Records.
С 1971 года он полностью посвятил себя живописи, проводя много выставок, пока не встретил в 1978 году Стефана Кнаппа. Это стало поворотным моментом в его карьере, когда он стал помощником и близким другом Стефана. Влияние Стефана, как всемирно известного эмалиста и художника, а также его руководство и поддержка, заложили основу всей работе Нила до настоящего времени
Хотя работы Нила не имеет никакого сходства с масштабом и символизмом работ Стефана, студийная дисциплина и длинные градации цвета всегда будут отличительными чертами этой невероятной, но очень полезной встречи. Сегодня он работает в своей студии возле Странраера в Дамфрисе и Галлоуэе на юго-западе Шотландии . Тема мира, цвета и гармонии проходят сквозь все его картины, многие из которых написаны акварелью. Его картины по-прежнему узнаваемы и успешно коллекционируются. На сегодняшний день продано более 5000 гравюр.
В 2012 году, через 40 лет с момента последней работы с Китом Эмерсоном, акварельная картина Нила «Лунные Дюны» была использована для обложки последнего альбома Кейта — «Three Fates Project» с Марком Бониллой, Терье Миккельсеном, Keith Emerson Band c Симфоническим оркестром Мюнхенского радио.